# Hongdzse állomás
Hongdzse (Hongje) állomás a szöuli metró 3-as vonalának állomása Szöul Szodemun-ku (Seodaemun-gu) kerületében.

## Viszonylatok
| 3-as vonal                           | 3-as vonal | 3-as vonal                          |
| ------------------------------------ | ---------- | ----------------------------------- |
| Nokpon (Nokbeon) Tehva (Daehwa) felé | fő vonal   | Muakcse (Muakjae) Ogum (Ogeum) felé |